# Đền Đồng Xâm

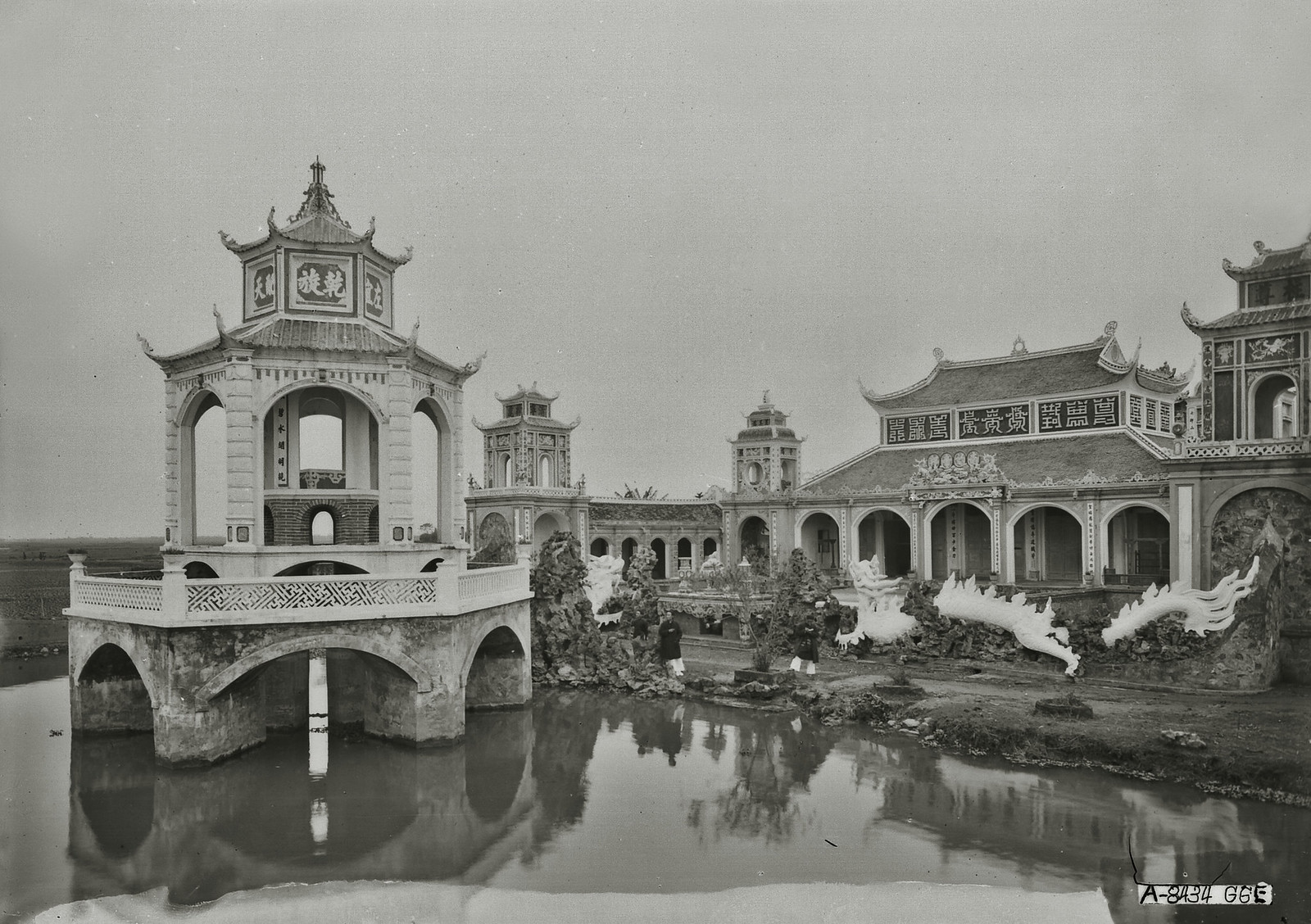
Toàn cảnh đền Đồng Xâm ở thập niên 1920

Đền Đồng Xâm là một quần thể di tích có quy mô khá lớn từ thời nhà Nguyễn, nay thuộc xã Hồng Thái, huyện Kiến Xương, tỉnh Thái Bình. Đền thờ Triệu Vũ Đế (tức Triệu Đà) nước Nam Việt và phu nhân Trình thị (theo truyền thuyết của làng Đồng Xâm thì là Hoàng hậu của Triệu Đà) và thờ tổ nghề làng chạm bạc truyền thống Nguyễn Kim Lâu. Việc lập đền thờ này xuất phát từ một truyền thuyết hư cấu, bắt nguồn từ việc vùng này trước kia có tên là Chân Định (trùng tên với huyện Chân Định - tỉnh Hà Bắc - Trung Quốc, quê hương của Triệu Đà). Huyện Chân Định (tỉnh Thái Bình) chỉ mới được lập ra vào thời Lê Thánh Tông, gần 1700 năm sau thời Triệu Đà, nên không thể có chuyện hoàng hậu của Triệu Đà là người ở đây như truyền thuyết mô tả. Các dịch giả Đại Nam nhất thống chí (Phan Trọng Điềm và Đào Duy Anh) khi hiệu đính đã chỉ ra: “Cũng là do nhầm huyện Chân Định ở Trung Quốc là quê của Triệu Đà với Chân Định ở đây (tỉnh Thái Bình) mà nhiều nơi lập miếu thờ Triệu Đà”)
Năm 1990, đền được Bộ Văn hóa Thông tin xếp hạng Di tích lịch sử văn hóa cấp quốc gia.

## Kiến trúc
Trung tâm của cụm di tích đền Đồng Xâm là một tổng thể kiến trúc đồ sộ với gần 10.000m2 xây dựng với nhiều công trình kiến trúc như vọng lâu, thủy toạ, hoành mã, sân tế (sân chầu), toà Tiền tế, phương đình (tức tòa Trung tế), toà điện thờ, hậu cung, nhà thờ tổ nghề chạm bạc Nguyễn Kim Lâu,...
Thủy tọa là một ngôi nhà hình lục lăng gồm sáu cửa vòm quay ra các hướng, từ đây có thể ngắm được toàn cảnh sân tế và các đường thuyền đua tấp nập trên sông khi có lễ hội.
Toà Tiền tế của ngôi đền là một tòa đại đình gồm 5 gian rộng, với quy mô đồ sộ có chiều cao tới 13m và kiểu dáng kiến trúc bề thế ít gặp ở các di tích khác.
Nối liền toà Tiền tế tới hậu cung là toà điện Trung tế được kiến trúc theo kiểu Phương đình. Mặt bằng ở khu vực này được các nghệ nhân xử lý cực kỳ hợp lý, từ ba gian của toà Tiền tế được rút lại một gian chính giữa làm nền của toà Phương đình.
Toà Hậu cung của đền được cấu trúc thành hai bộ phận liên hoàn là toà điện năm gian, nối với gian trung tâm là phần chuôi vồ được tôn cao mặt bằng để đặt khám gian. Phía hiên ngoài Hậu cung được bài trí hài hoà bằng những đại tự, cuốn thư, câu đối cùng hệ thống y môn gỗ chạm. Hệ thống cánh cửa khay soi ở ba gian trung tâm của toà hậu cung được chạm thủng với đề tài bát bửu, hoa văn, dây lá, chữ triện trên 12 ô cửa của Hậu cung.
Khám gian đặt tại Hậu cung là một tác phẩm độc đáo mang nét đặc thù của làng nghề chạm bạc, đồng, sắt. Khám gian được phong kín bằng những lá đồng chạm thủng với các đề tài khác nhau như tứ linh, tứ quý... Trong khám thờ đặt tượng Triệu Vũ Đế và Hoàng hậu Trình thị, cỡ tượng to tương đương người thật và đều được đúc bằng đồng khảm vàng, bạc, thiếp bạc,...

## Giá trị nghệ thuật
Đền Đồng Xâm có thể xem như một tập đại thành của nghệ thuật chạm khắc gỗ, đá, kim loại, đắp vữa của Việt Nam thời Nguyễn.

## Lễ hội đền Đồng Xâm
Lễ hội được tổ chức từ mồng 1-3 tháng 4 Âm lịch. Mở đầu lễ hội là đám rước bà Trình thị lên đền Đức thánh Triệu vào chiều 30 tháng 3 âm lịch. Sau khi tế, người ta rước tượng Đức bà lên kiệu về đền, tới đền, tượng Đức bà được đặt bên cạnh tượng Đức thánh Triệu trong suốt mấy ngày hội. Hội tan, dân làng lại tổ chức rước bà hoàn cung.
Hội đền Đồng Xâm thường có nhiều lễ thức, nhiều trò chơi, trò diễn, trò đua tài cuốn hút trai gái trong vùng tham gia như: đấu roi, đấu vật, hát chèo, hát ca trù,...
Sôi nổi nhất là cuộc thi đua thuyền của thanh niên trên sông Vông. Trong thời gian diễn ra lễ hội, các sản phẩm chạm bạc của làng cũng được trưng bày và bán làm làm đồ lưu niệm cho du khách để giới thiệu và quảng bá thêm về nghề truyền thống này.